# Kao Ping
Kao Ping (čínsky pchin-jinem Gāo Bìng, znaky 高棅; 1350–1423) byl čínský literární kritik a básník žijící v raně mingském období, proslul především komentovanou sbírkou tchangských básní Tchang-š’ pchin-chuej.

## Jména
Kao Ping, později Kao Tching-li (čínsky pchin-jinem Gāo Tínglǐ, znaky zjednodušené 高廷礼, tradiční 高廷禮), používal zdvořilostní jméno Jen-chuej (čínsky pchin-jinem Yànhuī, znaky zjednodušené 彦恢, tradiční 彥恢) a pseudonym Man-š’ (čínsky pchin-jinem Mànshì, znaky 漫士).

## Život
Kao Ping pocházel z Čchang-le u Fu-čou (ve Fu-ťienu). Patřil ke skupině fuťienských literátů a básníků kolem Lin Chunga, tzv. „deseti talentů z Fu-ťienu“ (閩中十才子, Min-čung š’ cchaj-c’). Jeho nejvýznamnějším počinem bylo sestavení Tchang-š’ pchin-chuej (čínsky pchin-jinem Tángshī pǐnhuì, znaky zjednodušené 唐诗品汇, tradiční 唐詩品彙), antologie cca šesti tisíc tchangských básní od více než šesti set autorů, hodnocených a roztříděných v souladu s názory Lin Chunga. Dělil tchangskou poezii na ranou, vrcholnou, střední a pozdní; přičemž nejvýše stavěl vrcholnou (z období vlády císaře Süan-cunga, 713–756), ranou považoval za cennou, protože vedla k rozvoji vrcholné, poslední dvě období měl za nižší, protože vzdálenější vrcholné éře. Analogickou periodizaci použil ve své práci Cchang-lang š’-chua už jihosungský kritik Jen Jüa a později i jüanský Jang Š’-chung ve své populární sbírce Tchang jin vydané roku 1344. V detailech (např. zařazení Li Poa a Tu Fua) se nicméně pojetí Jang Š’-chunga a Kao Pinga lišila.
Kao Ping představil svou práci mingskému dvoru a jako výraz uznání pak získal místo v akademii Chan-lin, ačkoliv předtím nazastával žádný úřad. Později vybral 1010 básní do stručnější sbírky Tchang-š’ čeng-šeng (čínsky pchin-jinem Tángshī zhèngshēng, znaky zjednodušené 唐诗正声, tradiční 唐詩正聲).
Jeho názory získaly vliv až od konce 15. století, kdy začal být čten a citován. Tchang-š’ pchin-chuej totiž sice sestavil roku 1384, ale vytištěna byla až za vlády císaře Čcheng-chuy (1464–1487). Tchang-š’ čeng-šeng se tištěného vydání dočkala až v 16. století.